# Razguri
Razguri – wieś w Słowenii, w gminie Sežana. W 2018 roku liczyła 30 mieszkańców.